# 페드루 2세 (브라질)
페드루 2세(포르투갈어: Pedro II, 1825년 12월 2일 ~ 1891년 12월 5일)는 브라질 제국의 제2대 황제이다. 1889년 제정이 폐지되면서 마지막 군주로 남게 되었다.
리우데자네이루에서 초대 황제 페드루 1세의 아들로 태어났다. 페드루 1세가 내외의 분쟁에 휘말려 1831년 4월 왕위를 내놓고 포르투갈로 돌아가게 되어 불과 만 5세의 나이로 왕위를 물려받았다. 초기에는 섭정에게 통치를 맡겼고, 1841년 대관식을 치렀다. 즉위 후 현명한 정책으로 브라질 발전의 기틀을 닦았다. 유럽 국가들과 우호적인 관계를 유지했고, 유럽 이민을 유치하여 개발을 유도했다. 사탕수수 대신 커피 생산을 장려하여 경제 발전을 시도했다. 즉위 기간 동안 내각은 자주 바뀌었으나, 자유당과 보수당의 대립을 적절히 활용하며 정치적 안정을 기도했다. 그러나 통치 기간이 길어지면서 사회적 모순이 불거졌고 차츰 국민의 인기를 잃어 갔다.
이런 가운데 1888년 노예제를 전면적으로 폐지했으나, 갑작스러운 폐지로 농장주들의 큰 반발을 초래했다. 이미 부각돼 있던 여러 가지 문제에 노예제 폐지가 결정적으로 작용해 1889년 11월 쿠데타가 일어나 군주제가 폐지됐다. 그와 가족들은 유럽으로 망명했고, 그는 지인들의 도움을 받으며 호텔을 전전하다 1891년 프랑스 파리에서 당뇨병과 폐렴으로 생을 마쳤다. 그의 유해는 1920년 브라질로 옮겨져 그의 이름을 딴 도시인 페트로폴리스에 안장됐으며, 이름뿐인 황제 자리는 그의 아들들이 그보다 먼저 죽었으므로, 딸인 이자베우가 황위를 이어받았다.

## 자녀
| 사진 | 이름                      | 생일            | 사망                   | 기타                                                |
| ---- | ------------------------- | --------------- | ---------------------- | --------------------------------------------------- |
|      | 아폰수 황태자             | 1845년 2월 23일 | 1847년 6월 11일(2세)   | 요절                                                |
|      | 이자베우 두 브라질 황태녀 | 1846년 7월 29일 | 1921년 11월 14일(75세) | 가스통 도를레앙과 결혼, 3남                         |
|      | 레오폴지나 공주           | 1847년 7월 13일 | 1871년 2월 7일(23세)   | 루트비히 아우구스트 폰 작센코부르크고타와 결혼, 4남 |
|      | 페드루 황태자             | 1848년 7월 19일 | 1850년 1월 9일(1세)    | 요절                                                |